# Ernst Wollong

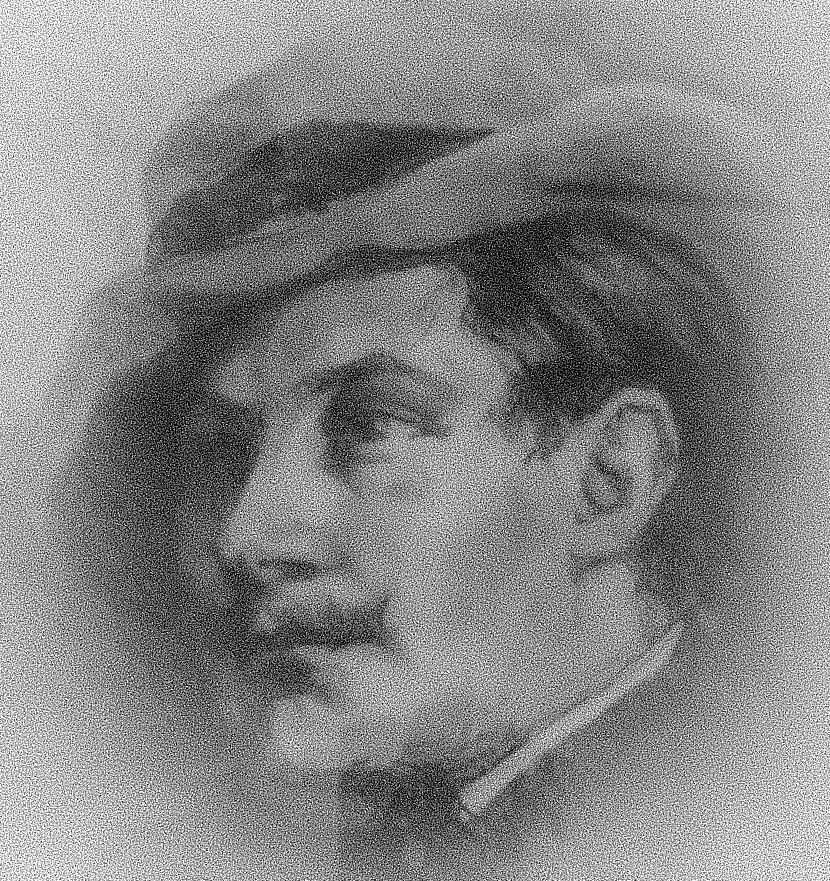
Ernst Wollong um 1920

Ernst Wollong (* 5. März 1885 in Heidelberg; † 1. Mai 1944 in Jena) war ein deutscher Lehrer und Musikdirektor.

## Leben
Nach seiner Adoption durch Lisette Caroline Emilie Wollong, geborene Bültmann und Carl Ludwig Ferdinand Wollong wuchs er in Bielefeld auf. Lisette Caroline Emilie Wollong starb im Jahr 1897 und Carl Ludwig Ferdinand starb im Jahr 1902, was Ernst dazu bewegte, nach Gütersloh zu ziehen, um dort von 1902 bis 1905 das Schullehrerseminar zum Organisten- und Kantorendienst, sowie zum Chordirigenten zu absolvieren. Als er 1905 seine Ausbildung beendete, zog Ernst Wollong zu seiner leiblichen Mutter nach Stuttgart. Seine Mutter Rosa war die Witwe des Kaufmanns Paul Nanz, wohnhaft in der Stuttgarter Vogelsangstraße 35. In Stuttgart studierte Ernst Wollong bis 1907 an dem privaten Ausbildungsinstitut des Musikdirektors Carl Buttschardt Musik. Er zog danach nach Berlin, um dort an der Akademie der Künste in Berlin-Charlottenburg (heute Universität der Künste Berlin) Kirchenmusik, Hauptfach Orgel und Chordirigieren, sowie Pädagogik und Musikgeschichte zu studieren.

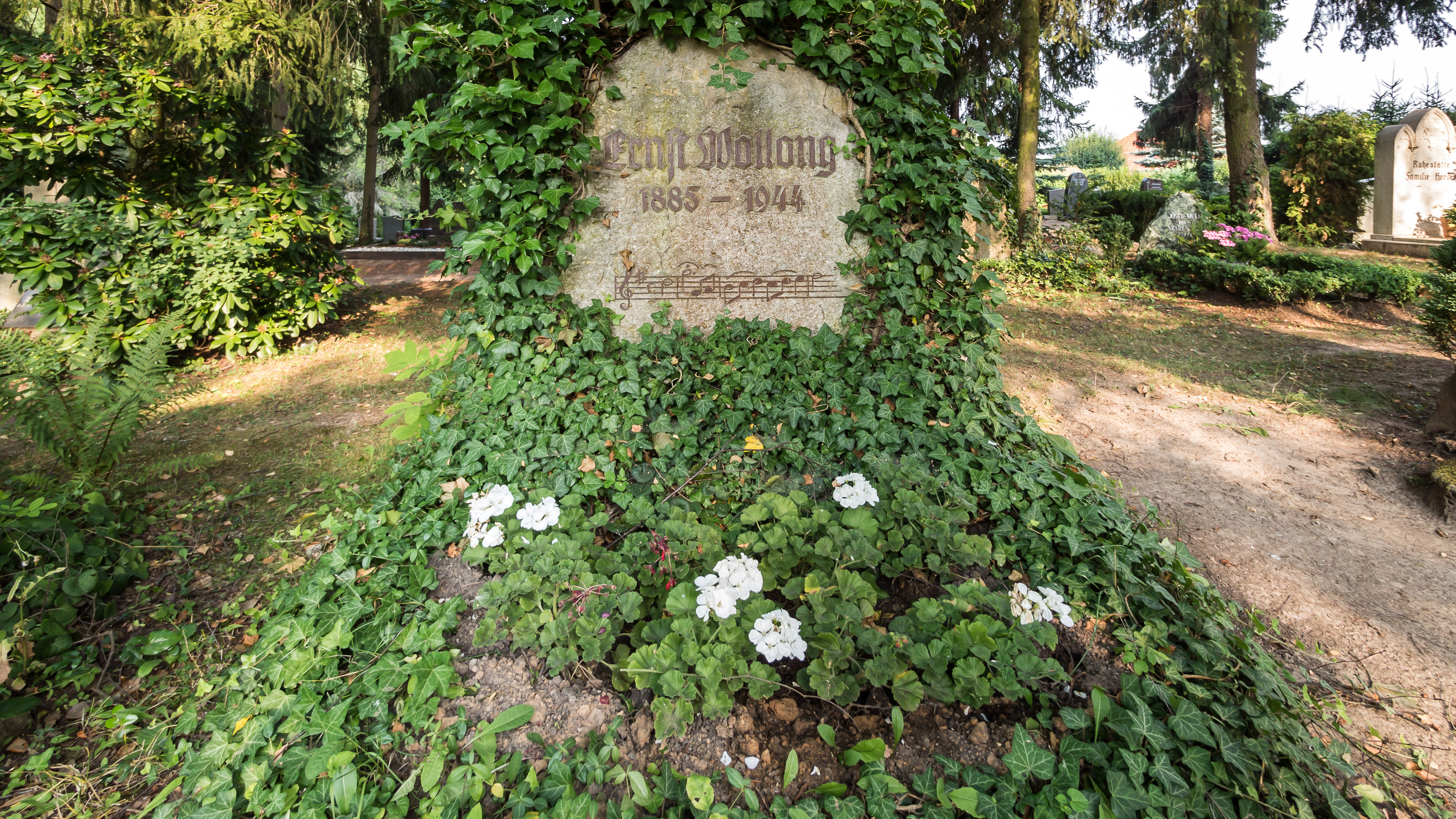
Grabstätte auf dem Friedhof Mörla, heute Einzeldenkmal

Nach kurzer Tätigkeit als Korrepetitor am Stuttgarter Theater und als Orgelsolist trat Ernst Wollong am 11. März 1910 als Musiklehrer in das Lehrerseminar in Rudolstadt ein. Ab dem Jahr 1919 war er als Studienrat an der Deutschen Aufbauschule in Rudolstadt tätig. Er rief zwischen 1920 und 1930 die legendären Historischen Musikfeste im Hof des Schlosses Heidecksburg in Rudolstadt mit den Thüringer Symphonikern Saalfeld-Rudolstadt ins Leben. Ernst Wollong war in erster Ehe mit Helene Adelheid Rühle († 1921) und in zweiter Ehe mit Eva Mund verheiratet. Aus erster Ehe entstammen die Söhne Hans-Ludwig und Matthias.
Ernst Wollong starb am 1. Mai 1944 an einem Herzleiden.

## Werk
Wollong komponierte unter anderem ein Klaviertrio, Werke für Chöre mit Orchester und Orgelstücke. Hierzu zählen der Trauermarsch Den gefallenen Helden für großes Orchester, Chor und Orgel (uraufgeführt am 31. Mai 1918 in Rudolstadt) sowie Andante cantabile für Violine und Klavier und Elegie für Violoncello und Orgel (beides erschienen bei Dambacher in Berlin).